# Loreto Vittori
Loreto Vittori (pokřtěn 5. září 1600 Spoleto – 23. dubna 1670 Řím) byl italský zpěvák-kastrát, básník a hudební skladatel.

## Život
Narodil se ve Spoletu a hudební vzdělání získal v Římě. Nejprve působil jako zpěvák ve Spoletu a Loretu. Ve Spoletu si ho povšiml biskup Maffeo Barberini (pozdější papež Urban VIII.) a získal i podporu rodiny Medicejů.
V roce 1621 odešel do Říma a sloužil nejprve u kardinála Ludovica Ludovisiho (synovce papeže Řehoře XV.) a od roku 1632 u kardinála Antonia Barberiniho (synovce budoucího papeže Urbana VIII. Vystupoval jako operní zpěvák a od roku 1622 až do své smrti byl zpěvákem mezzosopranistou v Sixtinské kapli ve Vatikánu. Byl i vyhledávaným hudebním pedagogem. Mezi jeho žáky patřil např. Bernardo Pasquini.

## Dílo

### Vokální díla
- S Ignazio di Loyola (náboženské drama, 1640)
- La Santa Irene (náboženské drama, 1644)
- La pellegrina costante (náboženské drama, 1647)
- La Galatea (1639, opera objevena a znovu uvedena v r. 2005)
- La fiera di Palestrina (hra se zpěvy)
- Le zitelle canterine (komedie)
- Dialoghi Sacri e Morali (sbírka zpěvů)

### Básně
- La Troja Rapita, (1662, hrdinská báseň s autobiografickými prvky)